# Francesca Vergés i Escofet

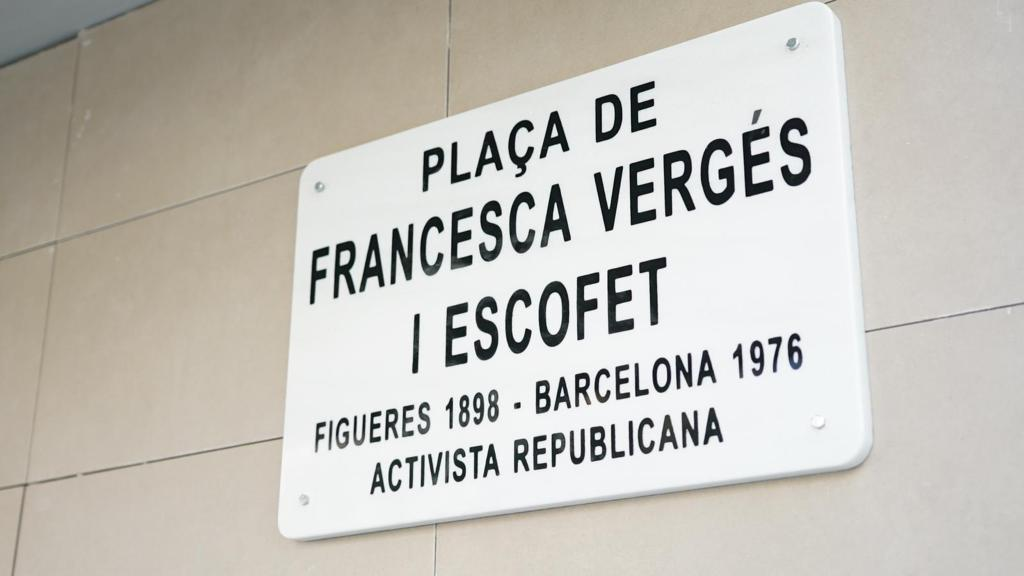
Plaça de Francesca Vergés i Escofet, al barri de Sant Andreu de Barcelona

Francesca Vergés i Escofet (Figueres, 17 de Juliol de 1898 - Barcelona, 11 de maig de 1976) fou una activista republicana i catalanista. Arrelada al barri barceloní de Sant Andreu de Palomar, fou militant d'Esquerra Republicana de Catalunya i membre d'Estat Català. Represaliada pel Franquisme, complí condemna a la Presó de dones de les Corts.

## Biografia
Nascuda a Figueres el 1898, era filla de Joan Vergés i Darnés i Anna Escofet i Costa. Tenia dues germanes, Dolors i Antònia, i dos germans, Ferran i Joaquim; aquest últim era mosso d'esquadra i s'exilià a França després de la Guerra Civil. Als inicis de la dècada de 1920 Francesca Vergés es traslladà a Sant Andreu de Palomar (Barcelona). Es casà amb Josep M. Colomer i Trillas (1899-1956) i tingueren un fill, Ramon (1925-1969)
Militant d'ERC i Estat Català, fou una excel·lent oradora i propagandista. El 30 de novembre de 1931 acompanyà el president Macià en la seva visita oficial al barri de Sant Andreu amb motiu de la Festa major. El 12 de febrer de 1933 fou elegida vocal de la junta directiva de l'Avenç Obrer Català, conegut popularment al barri com El Casinet. Formà part de la comissió política i fou membre destacat de la secció femenina de l'entitat, participant en xerrades sobre feminisme i organitzant cursos d'història i gramàtica de la llengua catalana amb la voluntat d'instruir i ampliar la cultura general de les dones.
El novembre de 1933 participà activament en els actes de campanya d'ERC a les eleccions generals juntament amb Dolors Bargalló, Núria Oromí, Reis Bertral, Anna Murià, i els líders Francesc Macià, Josep Dencàs Puigdollers i Ventura Gassol. El diari La Humanitat del 17 de juny del 1933 ressaltava la seva brillant oratòria i li dedicava una extensa entrevista en la qual feia una ferma defensa de la llei del divorci i demanava a les dones més implicació en la vida social i política del país. Aviat fou coneguda amb el sobrenom de La Nelken per la seva semblança amb la política i escriptora espanyola Margarita Nelken.
El gener de 1934 feu campanya per a la Coalició d'Esquerres a les eleccions municipals. Més endavant participà activament amb el seu marit en els Fets del sis d'octubre que desembocaren en l'empresonament de tot el govern català i la suspensió de l'Estatut de Núria. El 15 de febrer de 1936 fou una de les ponents del míting celebrat al Teatre-jardí de Figueres en el qual demanà el vot pel Front Popular i pronuncià un dur al·legat contra les organitzacions de dretes, exigint l'alliberament del presos polítics del 6 d'octubre de 1934. Durant la Guerra Civil va estar afiliada al sindicat CNT però el seu compromís polític va ser menys actiu.
La derrota del bàndol republicà va donar pas a la dictadura del General Franco, es van perdre drets i llibertats i es va obrir una Causa General contra els dissidents i sospitosos d'haver estat militants o simpatitzants de partits d'esquerres, comunistes, sindicalistes, anarquistes, catalanistes etc. S'encoratjaren les delacions de particulars i el 5 de novembre de 1939 Francesca i el seu marit foren detinguts i empresonats per les denúncies d'alguns veïns i veïnes.
Sotmesos a un consell de guerra sumaríssim amb l'acusació de auxilio a la rebelión, tots dos foren condemnats a dotze anys de presó. Francesca va obtenir la llibertat condicional el 2 d'agost de 1941 i l'indult el 1947. El seu marit, després d'un temps a la presó fou desterrat a Villarroya de la Sierra a l'Aragó, on va romandre fins al 1942. Va morir el 1956. En sortir de la presó, Francesca es feu càrrec del negoci familiar Cafés Cuba, amb seu al carrer Aribau, on treballà fins a la jubilació. Va morir apartada de la política l'any 1976 als setanta-vuit anys.
L'any 2023  l'Ajuntament de Barcelona donà el seu nom a una plaça al barri de Sant Andreu de Barcelona.